# بيورن فيرنر
بيورن فيرنر (بالألمانية: Björn Werner)‏ (و. 1990  م) هو لاعب كرة قدم أمريكية، من ألمانيا، ولد في برلين، يلعب كطرف دفاعي ‏.

## التعليم
تعلم في Salisbury School ‏.

## روابط خارجية
- بيورن فيرنر على موقع مرجع كرة القدم المحترفة.كوم (الإنجليزية)